# Davy Claude Angan
Davy Claude Angan N'Guessan (Abidjan, 20 settembre 1987) è un ex calciatore ivoriano, di ruolo attaccante.

## Carriera

### Club
Angan iniziò la carriera con la maglia del Bingerville e fu acquistato dal Lyn nel 2008. Debuttò per la nuova squadra in data 10 agosto, quando subentrò a Kim Holmen nel successo per uno a zero sul Lillestrøm. Cinque giorni dopo segnò la prima rete in Norvegia, nell'edizione stagionale della coppa nazionale: fu suo infatti il gol della bandiera del Lyn, sconfitto per tre a uno dal Molde. La prima marcatura in campionato arrivò il 24 giugno 2009, nella sconfitta per due a uno in casa del Fredrikstad.
Lasciò il Lyn in seguito alla retrocessione del campionato 2009 e firmò per la squadra neopromossa dello Hønefoss. Esordì il 14 marzo 2010 nella sconfitta per due a zero in casa del Tromsø. Il 21 aprile, una sua rete permise alla squadra di ottenere la prima vittoria nella Tippeligaen 2010, gol che piegò lo Stabæk.
Al termine della stagione, lo Hønefoss perse il doppio confronto con il Fredrikstad che avrebbe stabilito quale fosse stata l'ultima squadra partecipante alla Tippeligaen successiva e che conseguentemente retrocesse il club nella Adeccoligaen. Il 12 gennaio 2011, così, firmò per il Molde e diventò il secondo acquisto della gestione di Ole Gunnar Solskjær: il trasferimento fu valutato circa 4.000.000 di corone.
Il 26 gennaio 2013, si trasferì ai cinesi dello Hangzhou Greentown.

## Palmarès

### Club

#### Competizioni nazionali
- Campionato norvegese: 6

Molde: 2011, 2012,2013, 2014, 2015, 2016
- Superfinalen: 1

Molde: 2012